# Franz Heyduschka

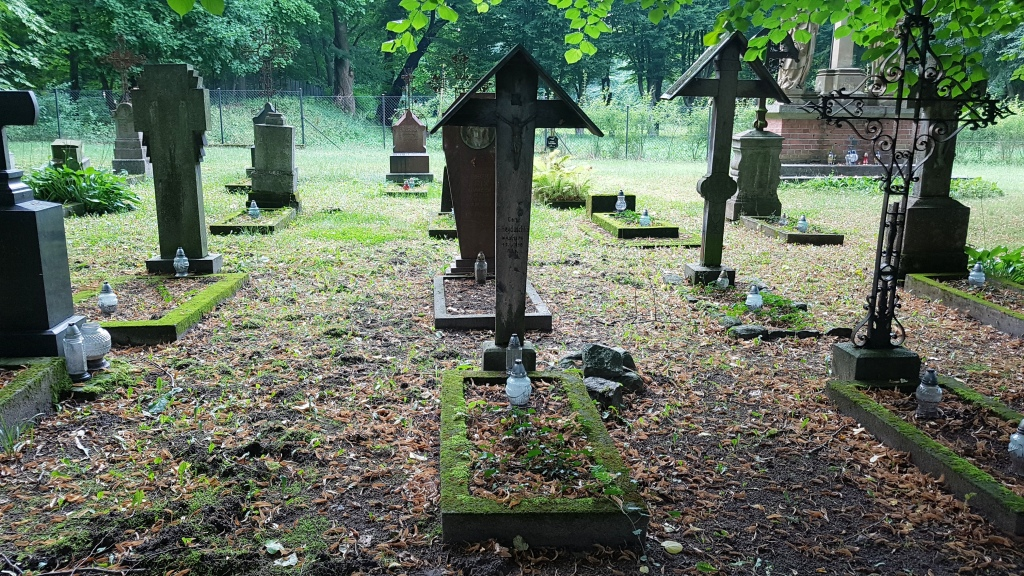
Grób Franza Heyduschki (w środku) na cmentarzu kanoników we Fromborku

Franz Heyduschka (ur. 4 października 1879 w Królewcu, zm. 2 stycznia 1946) – niemiecki duchowny katolicki, kanonik warmiński.

## Życiorys
Pochodził z rodziny Łużyczan, którzy osiedlili się w Królewcu. Początkowo studiował budownictwo w Berlinie, by przenieść się na teologię w seminarium "Hosianum" w Braniewie. 11 maja 1902 otrzymał święcenia kapłańskie w kaplicy Szembeka w katedrze fromborskiej. Wikariusz w Kochanówce (1902–1904), w Lidzbarku Warmińskim (1904–1905). Otrzymał stypendium fundacji Preucka na studia w Rzymie (1905–1907), które ukończył ze stopniem doktora prawa kanonicznego. W Rzymie pełnił funkcję duszpasterza przy "Anima" (ośrodek duszpasterstwa dla wszystkich diecezji dawnego Cesarstwa Rzymskiego Narodu Niemieckiego). W 1907 pracował w Neapolu.
Po powrocie przez krótki czas był wikariuszem w niedawno utworzonej parafii NSJ w Olsztynie. 7 stycznia 1908 został pierwszym wikariuszem. Od grudnia 1908 był drugim sekretarzem w Kurii Biskupiej we Fromborku. W 1909 ustanowiony kuratorem Pensions-Zuschuß-Verein. Pracował także jako prefekt konwiktu gimnazjalnego w Braniewie (od 1912). W latach 1914–1920 był proboszczem w Młynarach (1914 komendariusz, od 1915 proboszcz), a następnie w Jezioranach.
W listopadzie 1937 został kanonikiem kapituły warmińskiej. Był penitencjarzem kapituły i sędzią Sądu Biskupiego, głosił kazania w katedrze fromborskiej. Z powodu treści jego kazań wielokrotnie był przesłuchiwany na gestapo i nadprokuraturę sądu specjalnego w Królewcu.
W lutym 1945, po wkroczeniu Armii Czerwonej do Fromborka, został zatrzymany i internowany w obozie w Pasłęku. Potem przebywał w okolicach Fromborka, w Podgrodziu i Brzezinach. Powrócił do Fromborka w maju tegoż roku i kontynuował pracę duszpasterską – uczył religii, a na prośbę polskich wiernych odprawił mszę w Tolkmicku z okazji Dnia Morza. W lipcu 1945, w związku z nieobecnością biskupa warmińskiego Maximiliana Kallera, brał udział w wyborze tymczasowego rządcy diecezji, którym został proboszcz parafii św. Jakuba w Olsztynie Jan Hanowski. Kapituła obradowała w składzie zdziesiątkowanym wydarzeniami wojennymi, w wyborze Hanowskiego uczestniczyli jedynie Heyduschka, dziekan Aloys Marquardt oraz Bruno Schwark.
W liście do ks. administratora Teodora Benscha z listopada 1945 określił siebie jako narodowości niemieckiej, nieznającego języka polskiego, chociaż posiadał podręcznik do gramatyki polskiego i katechizm w języku polskim, wydany w 1936 r. przez biskupa Maximiliana Kallera.
Wydarzenia schyłku wojny wyczerpały również ks. Heyduschkę, chociaż niemal do końca życia utrzymywał on kontakt z nowym administratorem diecezji, ks. Teodorem Benschem (powołanym we wrześniu 1945). Od grudnia 1945 Heyduschka chorował, zmarł w styczniu 1946 i został pochowany na cmentarzu kanoników we Fromborku.